# Jean Nicolas Théodore Galland
Jean Nicolas Théodore Galland (Baissey, 18 marzo 1832 – Parigi, 1885) è stato un generale francese.

## Biografia
Jean Nicolas Théodore Galland nacque il 18 marzo 1832 a Baissey, nel dipartimento dell'Alta Marna ed ancora giovane intraprese la carriera militare.
Dopo la frequentazione delle scuole militari, nell'ottobre del 1857 divenne Sottotenente nella 3ª compagnia del 3º battaglione del 1º reggimento zuavi, prestando servizio dapprima in Africa dal 1857 all'aprile del 1859, venendo in seguito chiamato a prendere parte attiva agli scontri in Italia partecipando alle battaglie di Melegnano e di Solferino e San Martino.
Ritornato in Africa dopo la campagna italiana, partecipò alla spedizione in Messico ove rimase dal luglio del 1862 all'aprile del 1867, distinguendosi il 6 aprile 1863 nella Battaglia di Puebla dove viene fatto prigioniero. Venne quindi nominato capitano.
Durante la guerra del 1870, divenuto tenente colonnello, prese parte all'Assedio di Parigi ed al combattimento sulla Marna. Nel maggio del 1875 viene nominato colonnello del 54º reggimento di fanteria di cui mantenne il comando sino al 1881.
Generale di Brigata nel 1882, era il più giovane generale dell'esercito francese e nel febbraio nel 1885 ricevette la nomina di comandante della 1ª brigata del corpo di occupazione della Tunisia, ma non poté prendere servizio a causa del suo cattivo stato di salute (reumatismi generalizzati) che lo porterà alla morte quello stesso anno.